# Chrysoperla plicata
Chrysoperla plicata är en insektsart som först beskrevs av Bo Tjeder 1966.  Chrysoperla plicata ingår i släktet Chrysoperla och familjen guldögonsländor. Inga underarter finns listade i Catalogue of Life.